# Caproni-Werkstatt Riva

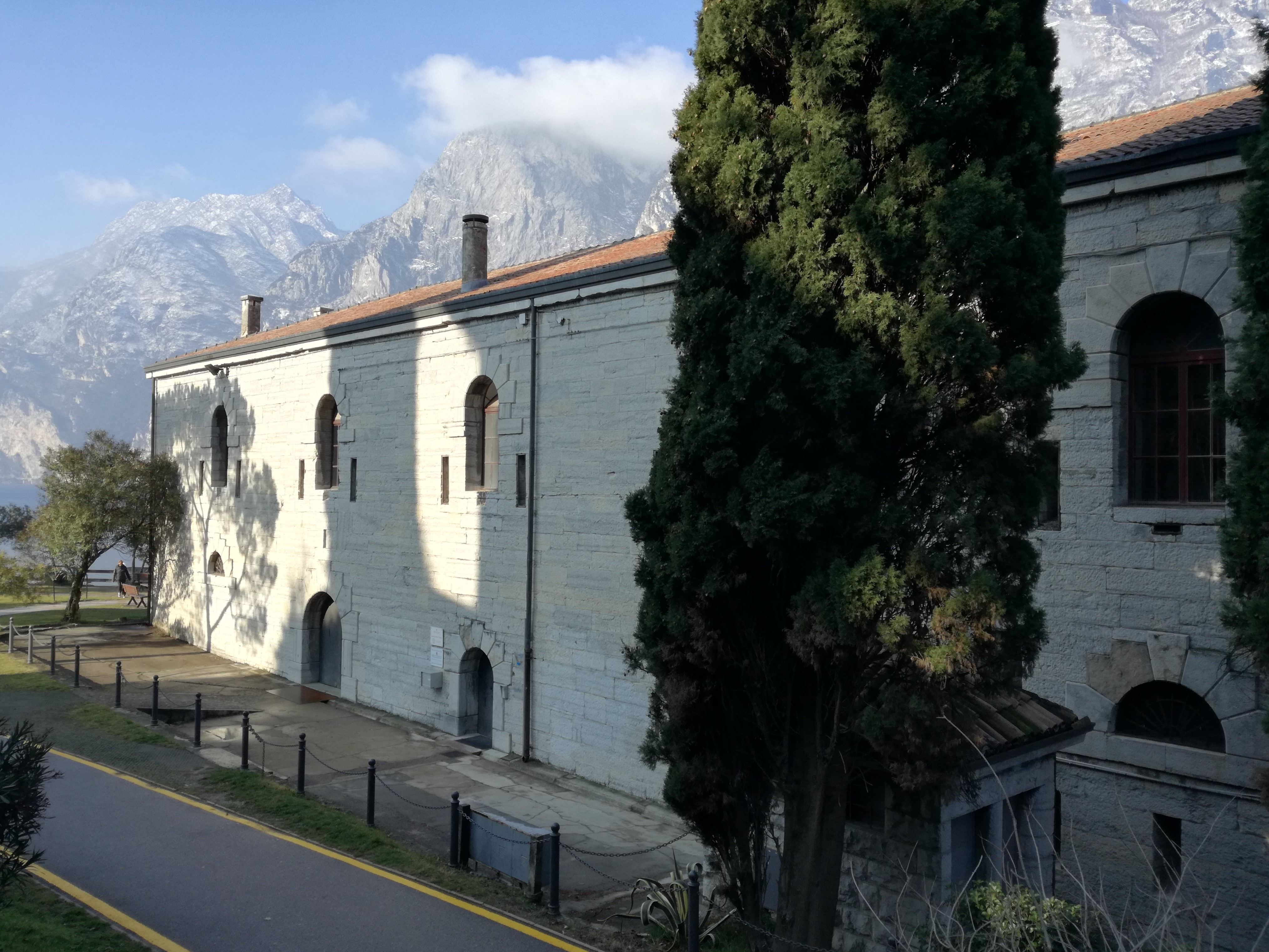
Die Batterie San Nicolò in der die Werkstatt untergebracht war

Die Caproni-Werkstatt in Riva am Gardasee war eine Montagewerft zum Bau von Kleinst-U-Booten während des Zweiten Weltkrieges. In der Werkstatt fand die Endmontage eines neuen Kleinst-U-Boot-Typs statt, der anschließend im Gardasee Tests unterzogen wurde.

## Geschichte

### Vorgeschichte
Nach dem Luftangriff der Royal Air Force auf Mailand in der Nacht vom 14. auf den 15. Februar 1943, beschleunigte das im Mailänder Stadtviertel Taliedo angesiedelte und von Gianni Caproni geleitete Unternehmen Aeroplani Caproni S.A. die Dezentralisierung seiner Produktion.
Der Bereich Schiffsbau wurde von Taliedo nach Rovereto in mehreren dort angesiedelten Unternehmen ausgelagert. Davon betroffen war das von Caproni gebaute Kleinst-U-Boot der CB-Klasse. Die Auslagerung betraf aber auch das vom Ingenieur Secondo Campini vorgelegte Projekt zum Bau eines mit einem innovativen Rückstoßantrieb betriebene Kleinst-U-Boot der CD-Klasse, auch als Modell Campini-De Bernardi bezeichnet.

### Aufbau der Werkstatt
Nach dem 8. September 1943 zeigte die Kriegsmarine Interesse an dem Projekt und am 22. März 1944 vergab sie Caproni einen Auftrag über 50 Boote. Der Auftrag sah vor, dass innerhalb von 90 Tagen zwei Prototypen für Tests im Gardasee zur Verfügung gestellt werden sollten.
In der Folgezeit wurde die Montage des Kleinst-U-Bootes CD in der ehemaligen österreichisch-ungarischen Batterie San Nicolo am Industriehafen von Riva eingerichtet. Das Büro von Campini mit den technischen Zeichnern befand sich dagegen in der Innenstadt von Riva. Geleitet wurde die Werkstätte vom Ingenieur Antonio de Pezzini, der auch für die Caproni-Werke in Torbole verantwortlich war. In der Zwischenzeit hatte die Kriegsmarine in Torbole eine Kommandostelle eingerichtet, der wahrscheinlich die Oberaufsicht über die Arbeiten und Tests unterstand.

### Japanische Marinemission

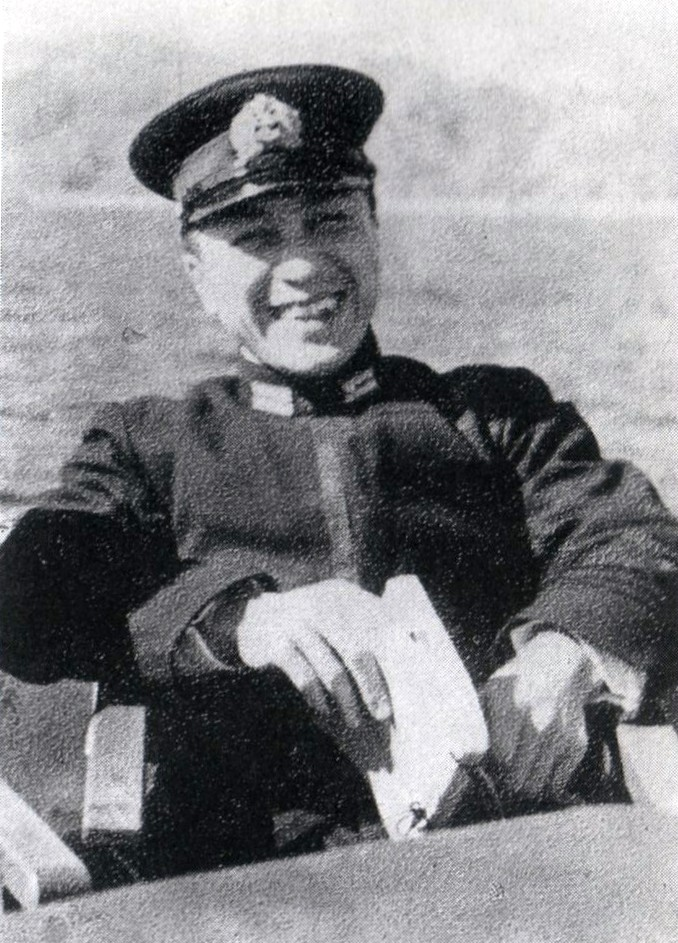
Hideo Tomonaga

An dem Projekt war nicht nur die deutsche Kriegsmarine, sondern auch die Kaiserlich Japanische Marine interessiert. Zwischen dem 6. und 7. Juni 1944 machte sich eine japanische Marinemission mit dem Marineattaché Mitsunobu Tōyō von Meran, wo die Mission nach dem 8. September 1943 verlegt worden war, nach Riva auf. Ziel war die Caproni-Werkstatt, um sich über den Fortgang der Arbeiten zu informieren. Die Japaner hatten bereits vor dem deutschen Auftrag Interesse an den Booten gezeigt und die deutsche Kriegsmarine hatte bei der Auftragsvergabe im März 1944 Caproni bemächtigt, die Baupläne an den japanischen Verbündeten bei Bedarf auszuhändigen.
Der Mission gehörten auch die japanischen Marineoffiziere Hideo Tomonaga, Genzo Syozi und Masaki Inaba an, die anschließend in Taliedo bei Caproni auftauchten, um über den Erwerb der Projektzeichnungen zu verhandeln. Tomanaga und Syozi nahmen sich 1945 auf U 234 das Leben, als das deutsche U-Boot mit kriegswichtigen Material, darunter Baupläne, auf dem Weg nach Japan von einem amerikanischen Zerstörer aufgebracht worden war.

### Bau, Tests und Verbleib
Unklar ist, wie viele Boote in Riva zusammengebaut und getestet wurden. Je nach Quelle ist von einem oder zwei U-Booten die Rede. Neben der Montage arbeitete man insbesondere an der Abstimmung des mit Sauerstoff betriebenen Rückstoßantriebes für die Unterwasserfahrt, der einige Probleme bereitete. Zumindest ein Prototyp wurde in den Gewässern unterhalb der Ponalestraße mit einigermaßen zufriedenstellenden Ergebnissen getestet.
Die Deutschen beschlagnahmten für die Tests im Gardasee das Passagierschiff Angelo Emo, das im Hafen neben der Montagewerft angelegt war und das als Hilfsschiff und vermutlich als Zielschiff diente. Um die Elmo einsatzbereit zu halten, wurden von anderen Passagierschiffen Ersatzteile requiriert. Am 25. März 1945 wurde das Schiff von Tieffliegern in Brand geschossen und war nicht mehr zu gebrauchen. Nach wiederholten Fliegerangriffen in der Folgezeit sank die Emo schließlich im Hafen von San Nicolò.
Die alliierten Geheimdienste waren seit Oktober 1944 vom Bau der Kleinst-U-Boote in Riva unterrichtet. Die Resistenza hatte entsprechende Nachrichten übermittelt und bereits der Werksleitung in Rovereto mit der Bombardierung durch die Alliierten gedroht, sollten die Boote fertig gestellt werden.
Dem Projekt muss von den Alliierten eine gewisse Bedeutung beigemessen worden sein, da unmittelbar nach der Befreiung Rivas am 30. April 1945 durch die 10. US-Gebirgsdivision Einheiten der Special Forces in Riva auftauchten und je nach Quelle einen der beiden Prototypen beschlagnahmten und in die Vereinigten Staaten brachten. Nach anderen Aussagen wurden beide Prototypen von den Deutschen bei Herannahen der Alliierten im See versenkt. Die technischen Zeichnungen wurden dagegen nicht vollständig vernichtet, so befinden sich sowohl in den Vereinigten Staaten als auch in Italien, und zwar im Archiv des Kriegsmuseums in Rovereto Blaupausen des in der Caproni-Werkstatt in Riva montierten Kleinst-U-Bootes vom Typ CD.
An der Batterie San Nicolò weist heute nichts auf die damaligen Ereignisse im Zweiten Weltkrieg hin.